# آرتور فنشاو
آرتور فنشاو (انگلیسی: Arthur Dalrymple Fanshawe; ۲ آوریل ۱۸۴۷ – ۲۱ ژانویهٔ ۱۹۳۶) افسر نیروی دریایی پادشاهی بریتانیا بود. او به عنوان کاپیتان، به ترتیب فرمانده ناوهای جنگی جمنا و مالابار شد که وظیفه جابجایی نیروها بین بریتانیا و هند را بر عهده داشتند. این فرماندهی‌ها دشوار بودند و مرتباً بین افسران نظامی مسئول نیروها و افسران دریایی فرمانده کشتی‌ها اختلاف نظر وجود داشت.
فنشاو به عنوان دومین فرمانده اسکادران کانال منصوب شد و در این سمت، در مانورهای دریایی که در اوت ۱۹۰۰ برگزار شد، به عنوان داور عمل کرد و سپس فرمانده کل ایستگاه استرالیا شد و در این نقش در انعقاد توافق‌نامه دریایی بین بریتانیا و کشورهای مشترک‌المنافع استرالیا که تحت آن نیروهای دریایی کشورهای مشترک‌المنافع به نیروی دریایی سلطنتی استرالیا تبدیل شدند، نقش داشت. پس از آن، او رئیس کالج دریایی سلطنتی گرینویچ و سپس فرمانده کل پورتسموث شد.